# Баллистический спуск
Баллистический спуск — вид траектории снижения спускаемого аппарата, по которой спускались при возвращении на Землю спускаемые аппараты первых в мире космических кораблей.

## История

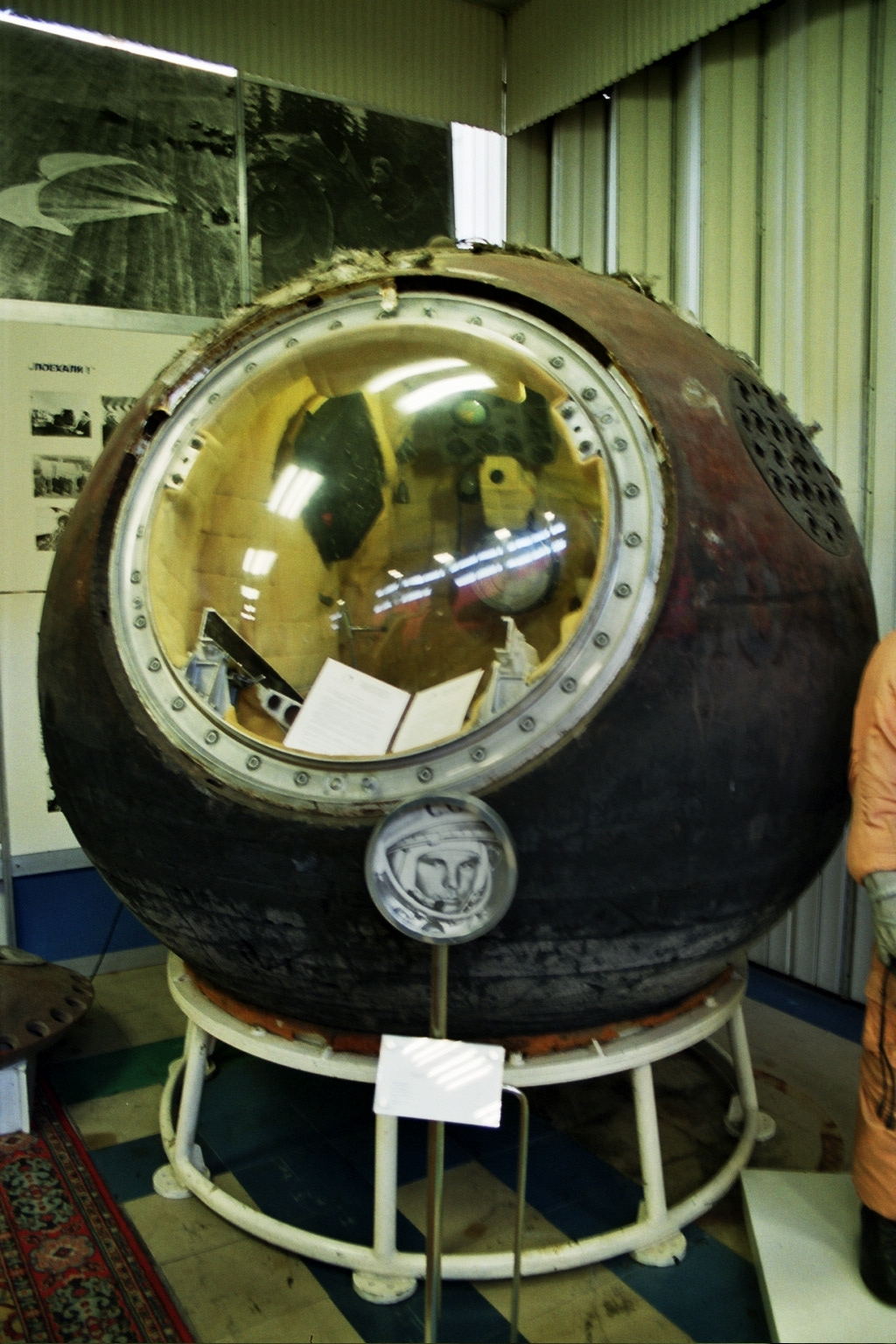
Спускаемые аппараты космических кораблей серий «Восток», «Восход» и «Меркурий (США)» спускались по баллистической траектории

Одной из самых сложных задач стоящих перед советскими учеными был вопрос спуска космического корабля на Землю. В докладной записке о технической возможности создания простейшего ИСЗ и перспективах полета человека в космос М. К. Тихонравов отмечает, что возможны два вида спуска: баллистический спуск и спуск при помощи крыльев (планирование).

### Отличия от спуска с использованием подъёмной силы
Как отмечалось советскими учеными, баллистический спуск имел как преимущества, так и недостатки. При баллистическом спуске значительно упрощается управление космическим кораблем, однако очень тяжело обеспечить низкий уровень перегрузки космонавта. Спутник входит в атмосферу Земли под малым углом к местному горизонту, снижаясь по баллистической кривой, по нарастающему закону теряет скорость и увеличивает перегрузки. За счет аэродинамического лобового сопротивления первоначальная космическая скорость полностью погашается.
Способ планирования заключается в использовании аэродинамической подъемной силы. Он позволяет растянуть процесс снижения и обеспечить управляемый спуск в нужный район. Спутник также входит в атмосферу Земли под малым углом к горизонту и планирует при помощи подъемной силы формы корпуса или крыльев. Длительность перегрузок увеличивается, но интенсивность их снижается
Рассматривались также и различные варианты смешанных типов, сочетающих в себе элементы двух способов.
Как отмечается в научно-техническом отчете Математического института им. В. А. Стеклова АН СССР «Спуск с орбиты искусственного спутника Земли с торможением в атмосфере» от 8 марта 1956 года при баллистическом спуске для снижения перегрузок до допустимых необходимы специальные регулируемые тормозные устройства. При планировании температура при планирующем спуске будет ниже, однако такое снижение может быть крайне незначительным. При этом время действия предполагаемых высоких температур будет значительно более меньшим при баллистическом варианте спуска. Поэтому был сделан вывод, что оболочка спутника при планировании может воспринять гораздо больше тепла, чем при другом способе. Основываясь на этих данных, полученных в ходе научно-исследовательских работ, был сделан вывод о большей надежности баллистического варианта спуска.